# Badak, Niğde
Badak là một xã thuộc huyện Bor, tỉnh Niğde, Thổ Nhĩ Kỳ. Dân số thời điểm năm 2011 là 320 người.